# Rhyacophila bifila
Rhyacophila bifila är en nattsländeart som beskrevs av Banks 1914. Rhyacophila bifila ingår i släktet Rhyacophila och familjen rovnattsländor. Inga underarter finns listade i Catalogue of Life.